# Acanthoscelides oregonensis
Acanthoscelides oregonensis är en skalbaggsart som beskrevs av Johnson 1970. Acanthoscelides oregonensis ingår i släktet Acanthoscelides och familjen bladbaggar. Inga underarter finns listade i Catalogue of Life.